# George Allen (político)
George Felix Allen (8 de marzo de 1952) es un político estadounidense. Es un miembro del Partido Republicano. Fue el Gobernador de Virginia (1994-1998) y un Senador de Virginia (2001-2007).
Allen es el hijo del entrenador en jefe de fútbol americano, George Allen.